# 臺鐵曾文溪橋
23°09′54″N 120°19′08″E / 23.16500°N 120.31889°E
臺鐵曾文溪橋位在臺灣臺南市曾文溪上，是臺灣鐵路公司拔林車站與善化車站之間的鐵路橋樑。而實際上可稱為「臺鐵曾文溪橋」的鐵路橋樑在歷史上共有三座，分別是1904年臺灣日治時期興建的第一代曾文溪橋、1953年完工通行的第二代曾文溪橋、2002年12月開始動工興建並於2013年通車的第三代曾文溪橋。
其中第一代曾文溪橋橋墩、橋台遺跡與第二代曾文溪橋已在2008年11月10日以「曾文溪鐵道舊橋遺蹟」名稱公告為臺南縣歷史建築，後因臺南縣市合併而改為臺南市歷史建築。

## 沿革與設計

### 第一代橋
清光緒21年（明治28年，1895年）日本統治台灣後，於明治32年（1899年）起由南、北兩端建設縱貫鐵路，南部路線由臺灣總督府鐵道部從打狗往北鋪設，明治34年（1901年）初路線推進到灣裡（今善化）～新營間，在跨越曾文溪與急水溪等地先建臨時橋應急，之後灣裡～新營間於明治34年（1901年）12月16日開始行駛營業列車。
灣裡～新營間通車後，鐵道部著手興建曾文溪永久橋，即第一代曾文溪鐵道橋，該橋於明治35年（1902年）9月1日開工，鹿島組承建，明治37年（1904年）2月20日完工，為單線鐵路橋，長709.88公尺，載重力為古柏氏E30（約為日制KS-13.6活載重），共有21孔，自北而南分別為30呎上承式鋼鈑梁橋2孔、150呎下承式普拉特式鋼桁梁橋10孔、70呎上承式鋼鈑梁橋9孔，鋼桁梁與鋼鈑梁、鉚釘等由大阪汽車製造合資會社承攬。
第一代橋原設計時北端並沒有2孔30呎上承式鋼鈑梁橋，在開工後隔年（1903年）8月經數次洪水衝擊，橋梁北岸塌方，因此在北端先增建1孔30呎上承式鋼鈑梁橋孔。隔月（9月）暴雨，工地記錄到驚人雨量，於是鐵道部緊急追加橋墩設計高度。
明治37年（1904年）2月第一代橋甫完工後，北岸地層持續滑動，導致原北橋台與靠近北岸的第19號橋墩跟著位移，到了同年8月，原北橋台已累計向南位移24.38公分、19號橋墩累計向南位移30.48公分，鐵道部被迫於原北橋台北側開挖土方，增建2孔20呎短跨度臨時橋，並清除19號橋墩沉箱北側土砂，與在沉箱南側24平方公尺範圍內打入5至7公尺長的松木樁，輔以拋投卵石，壓迫19號橋墩沉箱向北側漸漸復歸原位。明治38年（1905年）10月20日起，鐵道部再將北岸2孔20呎臨時橋合併改建為1孔30呎長的鋼鈑梁橋孔，自此，第一代橋長度與橋型固定下來，未再變更。
第一代橋的下部結構，自南橋台、第1號橋墩向北至第5號橋墩為止，在建橋當年是位在高灘地，不在主河道，所以均為松木樁基礎，木樁長18呎（約5.5公尺），頂部澆灌91公分厚混凝土；第6號至第8號橋墩已接近主河道，其基礎採用直徑14呎的圓形沉箱；第9號橋墩至北橋台之間位於主河道上，因頂部需要承載150呎跨度的鋼桁梁，所以設計了11座長徑28呎與短徑14呎的橢圓形單一大型沉箱，沉箱平均下沉深度達40呎，為台灣鐵道首次採用單一大型沉箱設計的橋梁。
一代橋橋墩與沉箱均以紅磚砌築，墩體上游與下游側以德山產花崗石鑲邊。為減輕橋墩自重，第9號至第18號橢圓形橋墩內部設計成局部空心，外觀可見盲拱與仰拱構造，為台灣鐵道橋梁弧例；另第14號至第18號橋墩還埋入36磅鋼軌。

#### 改良
第一代橋完工通車後，因為曾文溪主流漸漸南移，南側灘地流失，令南邊橋墩基礎裸露。昭和3年（1928年）9月6日洪水衝向南岸，導致第4號橋墩（北岸起算P17橋墩）傾斜。，事後重建該橋墩，改為沉箱基礎。昭和4年（1929年）、昭和5年（1930年）雨季又發生橋墩傾斜，於是鐵道部將剩餘基礎較淺的第1號～第3號、第5號橋墩（北岸起算P16、P18～P20橋墩）周圍打下鋼鈑樁加固，其中第1號橋墩（P20橋墩）留存至今。

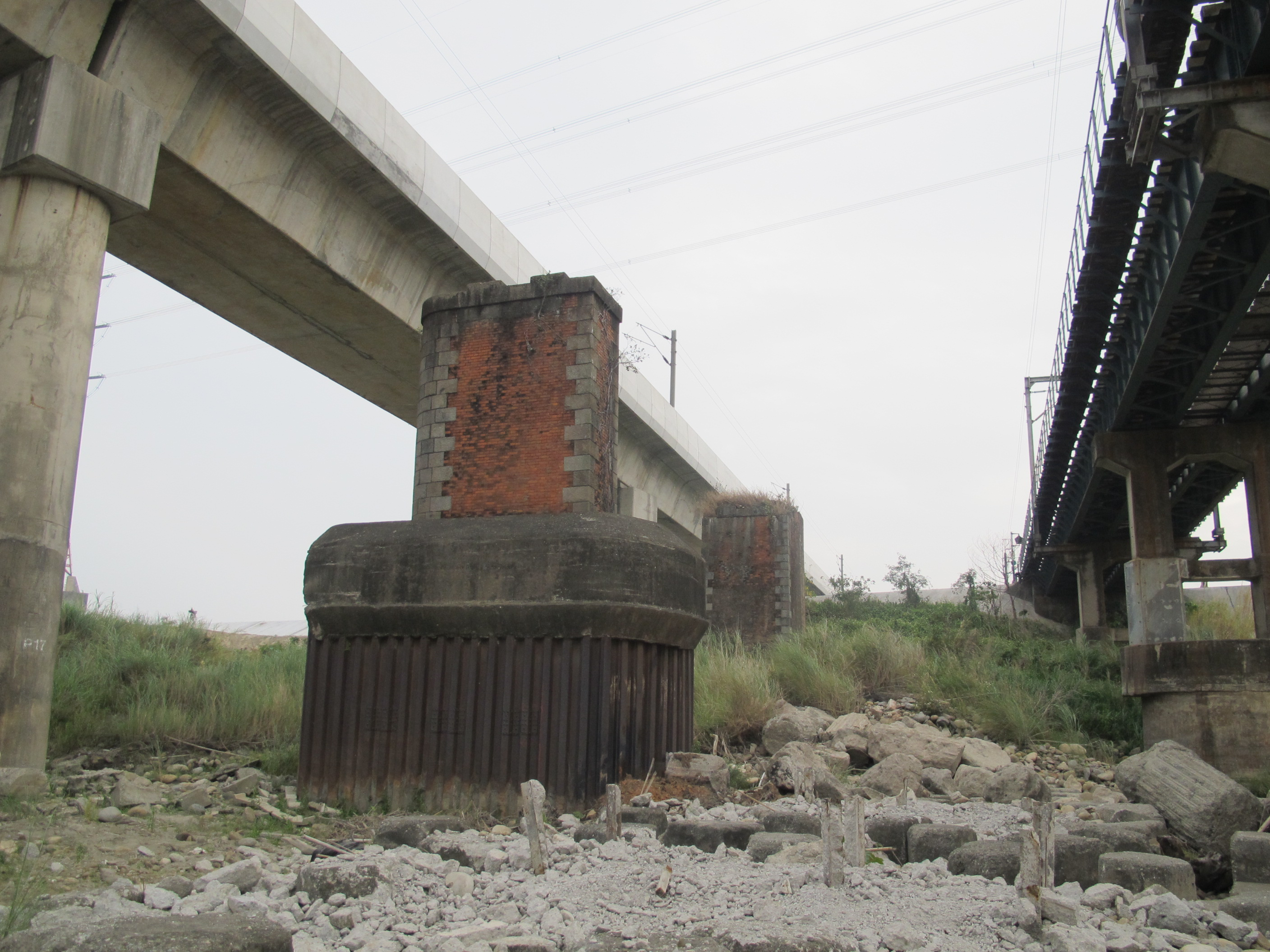
第一代橋南岸1號橋墩（北岸起算P20橋墩）建於1904年，並於1930年代初期因應水流南移危及原有的木樁基礎，在橋墩下方打入鋼鈑樁與澆灌混凝土包覆加固。2008年橋墩與基礎列入歷史建築保存，可同時顯現1900年代及1930年代的橋梁建材與技術，具有土木工程技術史上的價值。

之後在昭和11年（1936年）曾有計畫在第一代橋下游15公尺處另建35孔新橋，但因為戰爭因素並未動工。隨著一代橋鋼桁梁老化，鐵道部數度維修補強桁梁，昭和15年（1940年）8月起，列車過橋限速50kph，以降低對本橋的衝擊。

#### 二戰後
民國38年（1949年）、民國40年（1951年），臺鐵局對第一代橋補強與加固，僅勉能維持行車。
第一代橋使用至民國42年（1953年）4月5日，因第二代橋完工通車而停用，上部桁梁與鈑梁拆除，留下第1至第20號橋墩與南、北橋台。嗣後因民國92年（2003年）新建第三代橋的需要，拆除大部分橋墩，僅留下少數橋墩及南、北橋台。
民國97年（2008年）11月10日，臺南縣政府以「曾文溪鐵道舊橋遺蹟」為名，將第一代橋南、北橋台與1座橋墩公告為歷史建築。

### 第二代橋
二次大戰後，因為縱貫鐵路運量增加，臺鐵局遂在民國40年（1951年）4月著手探查興建新橋位址，最後決定於日治時期原定位址動工。新橋為複線設計，於民國41年（1952年）1月20日開工，施工期間雖在該年秋天遇到洪水，以及由行政院美援運用委員會向日本訂購的鋼樑並未如期（1953年3月）運達，但由於臺鐵鋼樑廠在民國42年（1953年）3月2日運用舊存搶險用鋼樑開始架橋，3月6日橋墩全部建造完成後，4月5日已可單線通車。而之後4月17日曾文溪暴漲造成第一代橋舊橋墩受損，因第二代新橋已可通車而未造成交通中斷。後來訂購的鋼樑在該年4月20日、5月12日分兩批運抵臺灣，拼裝後於5月29日開始架設，6月16日正式宣告完工。
第二代橋全長711.81公尺，每孔跨度19.2公尺，共36孔，墩基平均深22.4公尺，載重力為古柏氏E40，工期1年4個月又27日，耗資576萬新臺幣、16萬美金，並用掉2100噸的水泥與207噸鋼筋。而這座新橋完工後，臺鐵局還於該年7月於溪北立一紀念碑紀念。

#### 重建曾文溪複線大橋紀念碑

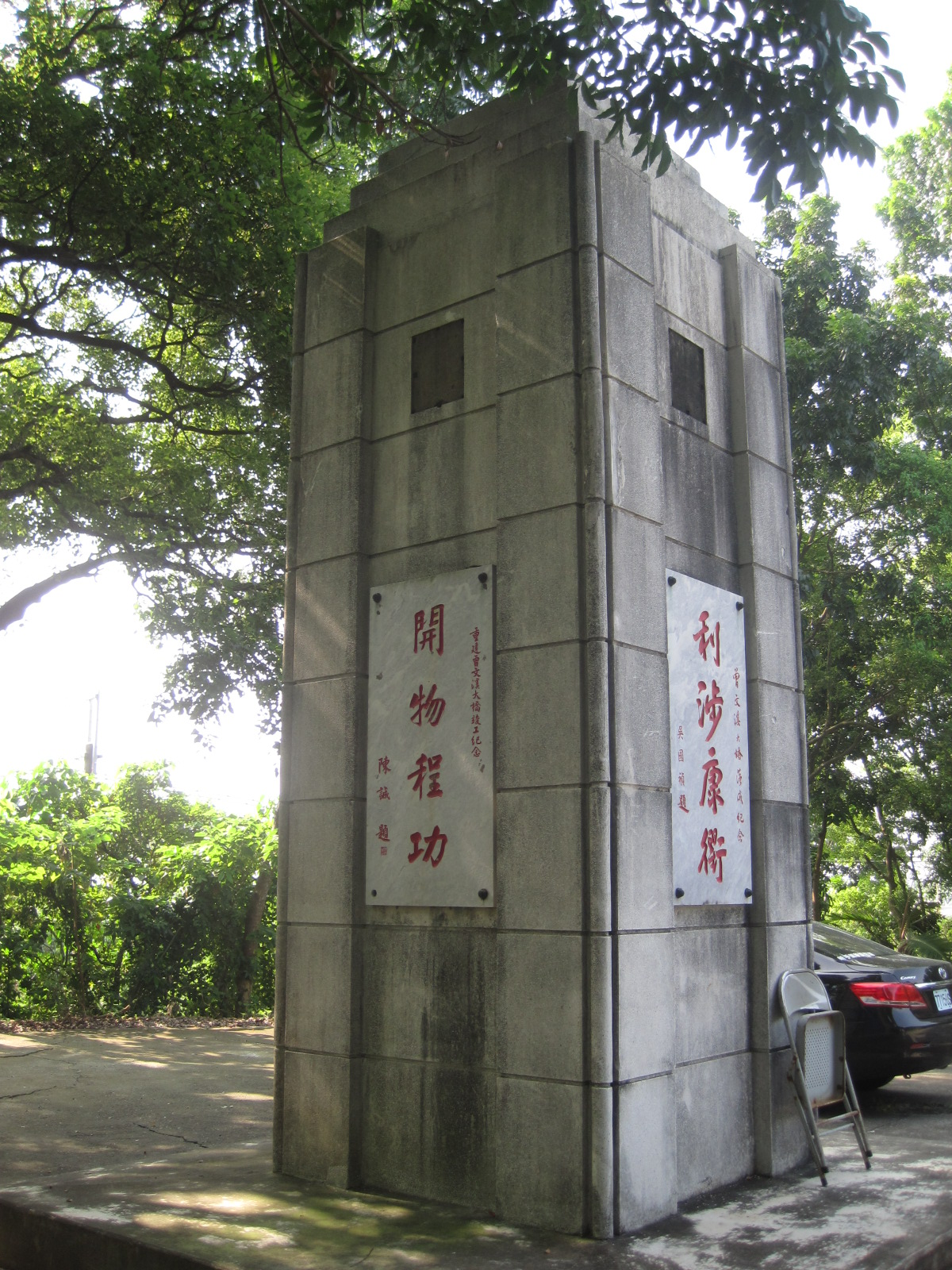
重建曾文溪複線大橋紀念碑

該紀念碑立於民國42年（1953年）7月，原位於第二代曾文溪橋北岸鐵道旁，但為避免受到第三代曾文溪橋工程損毀而遷移，目前位於官田區川文山森林生態保育農場內。該紀念碑四面均有刻了字的大理石石碑，分別是時任中華民國行政院院長陳誠所題的「開物程功」四字、行政院政務委員吳國楨所題的「利涉康衢」四字、臺灣省政府主席俞鴻鈞所題的「永履康莊」四字、與臺灣鐵路管理局局長莫衡所寫的〈重建曾文溪複線大橋記〉。

#### 災害及改良
- 民國44年（1955年）：
  - 8月29日6時左右，受連日豪雨影響，二代橋北側橋頭路基下陷、軌道變形，南下525次貨物列車出軌，部分車廂摔落橋下，因貨車載有電土、石灰、土炭而爆炸焚燒，橋上路軌枕木損壞，1名押車人員受傷，南北交通中斷。經清理現場架設枕木墩及修理鋼梁後，於隔日（8月30日）15時40分修復，16時27分北上第4次快車率先通行[14][15][16]。
  - 9月29日至30日，每日0時25分至5時25分封鎖橋梁，抽換鏽蝕的第一、二孔鋼梁[17]。
- 民國59年（1970年）10月6日，包含二代橋在內的隆田至善化間複線化通車，本橋成為雙線行車橋梁[18][19][13]。
- 民國68年（1979年）4月23日，包含二代橋在內的嘉義～臺南間電氣化通電，開始行駛電力列車[20]。
- 民國98年（2009年）：
  - 8月7日，莫拉克颱風侵襲臺灣引起八八水災，8月8月晚間二代橋因曾文水庫洩洪而封閉，且因豪雨持續，該橋南段路基流失、部分鋼梁受損、號誌設備遭沖毀，縱貫線中斷，新營～善化間改採公路接駁[21]。
  - 8月9日17時，二代橋東正線搶通，但號誌未修復，列車暫以嚮導通信式及限速30kph行車，且為免行車混亂，除自強號以外之其他車種禁行，新營～善化間公路接駁維持運作[21]。
  - 8月13日，恢復各級列車行駛二代橋東正線，公路接駁終止。本橋南端西正線路基流失災害於下午搶通，列車暫以10kph慢行[21]。

二代橋使用至民國102年（2013年）6月27日夜，因軌道切換至第三代橋而停用，橋體保留迄今。

### 第三代橋（現役）
民國91年（2002年）12月，臺鐵局開始進行官田鄉拔子林至善化鎮北子店的改建工程，內容為路線東移高架化與消除東勢寮北、東勢寮路、土虱堀三處平交道，改善拔林車站月台線形，此外也包括興建鋼筋混凝土的第三代曾文溪鐵道橋。期間地方上曾有拆除與保存第一代、第二代橋的爭議，後來經臺南縣縣長蘇煥智及臺南縣政府文化局會勘並與臺鐵局協商後，第一代鐵道橋遺跡與第二代鐵道橋在民國97年（2008年）11月10日公告為歷史建築。
第三代橋新建工程原訂於民國96年（2007年）8月完工，採支撐先進工法，後因承包商財力與人力不足，臺鐵局專案工程處於民國94年（2005年）10月與承包商解約，工程停擺，河床矗立已建成的十餘座橋墩與部分上部結構。之後重新招標繼續工程，又因建材價格上漲，再度停工甚至發生弊案
。
民國98年（2009年）7月底起，三代橋由旭盛營造公司接手後續工程，於民國102年（2013年）4月29日至4月30日進行第三代橋東正線永久軌軌道切換，同年6月27日至28日進行西正線永久軌軌道切換，自此列車全部行駛第三代橋。

## 相關圖片

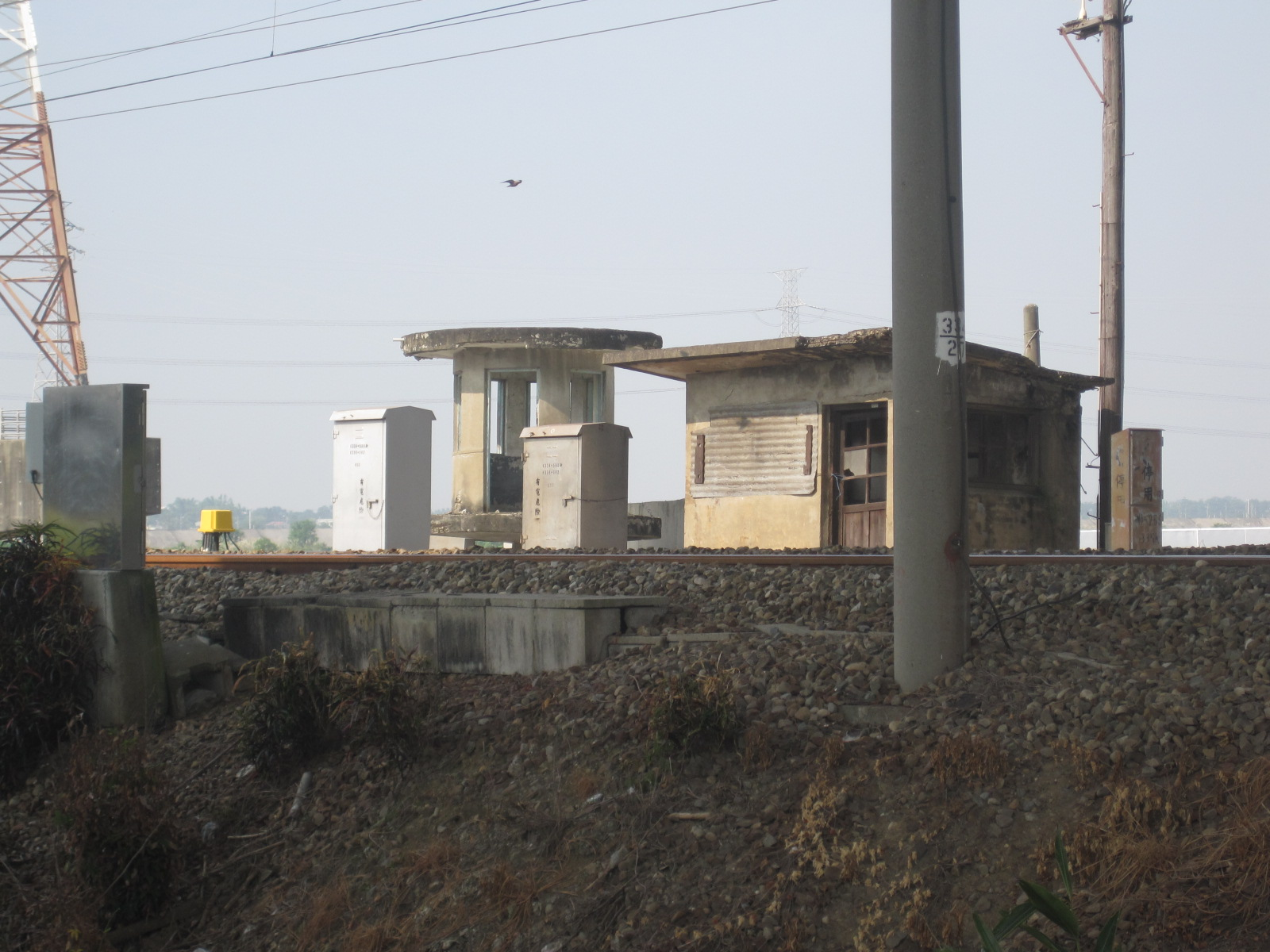
位在臺鐵曾文溪橋以北的哨站
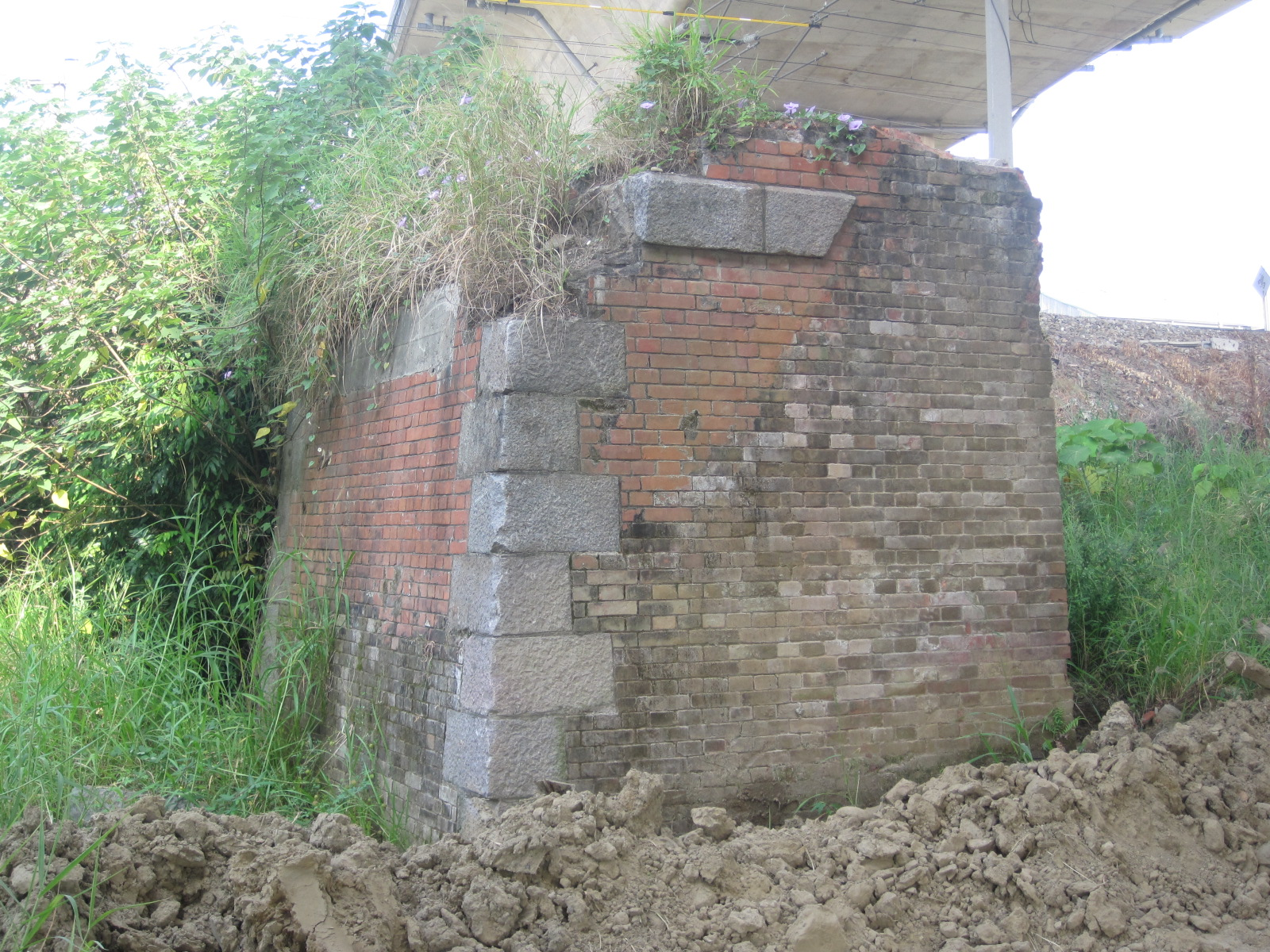
第一代曾文溪橋在曾文溪北岸的橋台遺跡
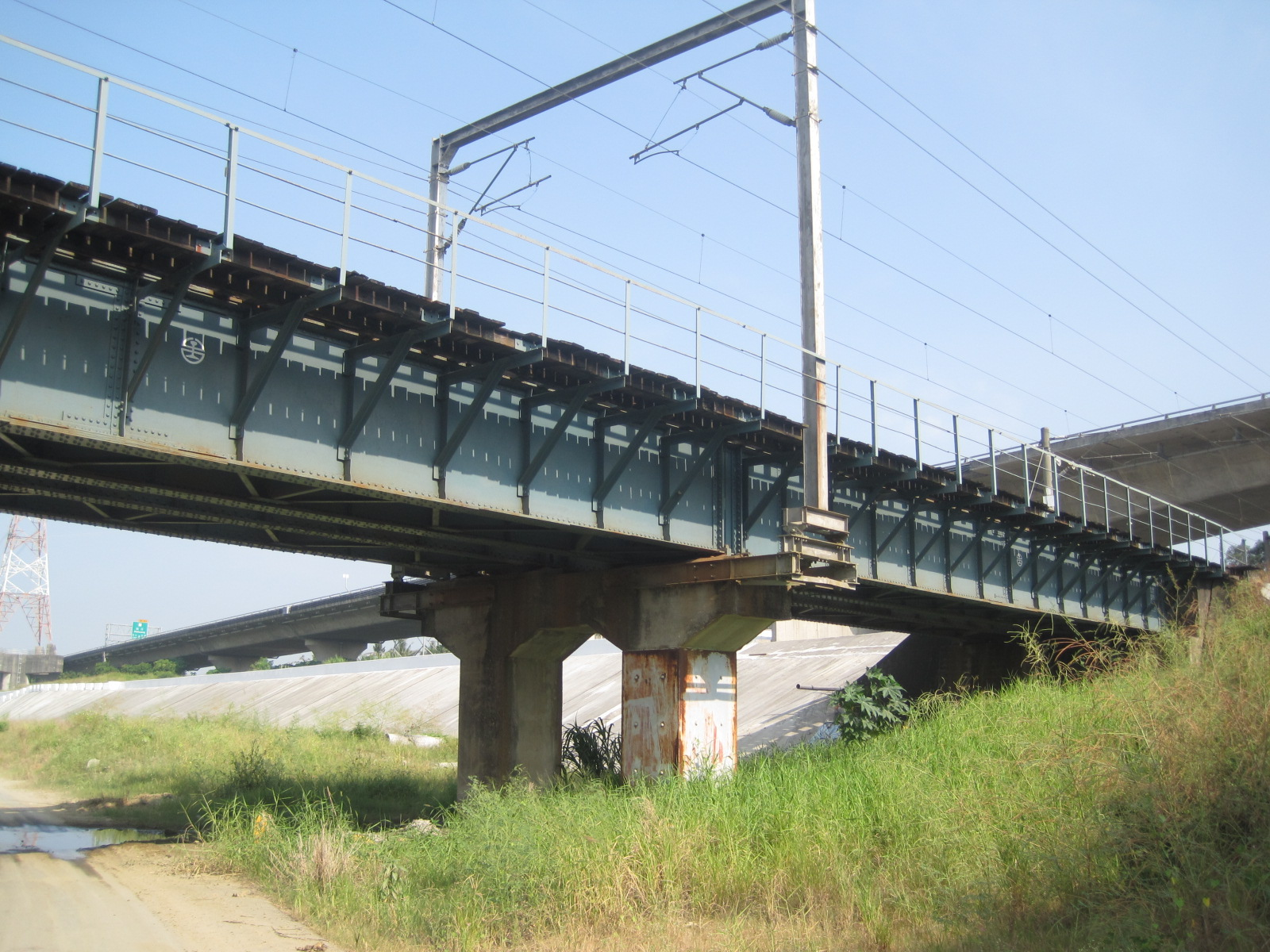
第二代曾文溪橋

## 附註
1. ↑  2007年《南瀛鐵道誌》將第一代橋的長度誤寫為708.988公尺[2]。
2. ↑  第一代橋1902年開工、1904年完工[4]，即建成年代為1904年，而1953年的〈重建曾文溪複線大橋記〉碑文記載第一代橋「民國紀元前十年建」（民國前10年即1902年），是指第一代橋開工的年份[1]。
3. ↑  在同一本文獻《臺灣鐵道史》中卷內，也有記載1月20日這個完工日。
4. ↑  文獻上對第一代橋橋墩編號順序有兩種寫法，一種為自南而北排序，例如1911年發行的《臺灣鐵道史》中卷，另一種為自北而南排序，例如2009年及2013年發行的《鐵道情報》專文。本條目採用前者《臺灣鐵道史》由南而北的橋墩序號方式書寫，必要時於括弧內註記由北而南的橋墩序號[4][7][8]。
5. ↑  該橋孔工程由久米合資會社承包，於明治39年（1906年）3月15日竣工[3]。部分文獻以這個日期當做第一代橋完工日期[9][10]。
6. ↑  中央研究院有臺灣日日新報數位典藏資料。不過，但不可能得到個別且固定URL。因此，請在網站內直接查看[12]。
7. ↑  此單線鋪設於橋上東正線位置[13]。